# Hemilienardia ocellata
Hemilienardia ocellata é uma espécie de gastrópode do gênero Hemilienardia, pertencente a família Raphitomidae.